# Cecha poligenowa
Cecha poligenowa – cecha fenotypowa warunkowana przez więcej niż jeden gen (np. plony zbóż, mleczność krów).